# Памятник И. Ф. Крузенштерну
Па́мятник И. Ф. Крузенште́рну — скульптурный памятник русскому мореплавателю, адмиралу И. Ф. Крузенштерну, расположенный в Санкт-Петербурге на набережной Лейтенанта Шмидта напротив здания Морского корпуса. Изготовлен в 1873 году по проекту скульптора И. Н. Шредера и архитектора И. А. Монигетти. Памятник является объектом культурного наследия федерального значения.

## История
Сбор средств на установку памятника начался в 1869 году в связи с грядущим столетием со дня рождения адмирала И. Ф. Крузенштерна (1770—1846). По подписке было собрано 7 тысяч рублей, ещё 3140 рублей выделило Морское министерство. Место для установки памятника было выбрано на берегу Невы напротив Морского кадетского корпуса, в котором Крузенштерн обучался, а позднее стал его директором.
8 ноября 1870 года, к столетию со дня рождения И. Ф. Крузенштерна, состоялась закладка памятника. В 1871 году в мастерской Николая и Ивана Бариновых был выполнен гранитный постамент. В конце 1872 года на бронзолитейном заводе А. Морана была отлита скульптура. 6 ноября 1873 памятник И. Ф. Крузенштерну был торжественно открыт.
В 1970-х годах с памятника был украден бронзовый кортик, который позднее был заменён чугунной копией. В 1999 году оригинальный кортик был обнаружен и возвращён на памятник.

## Описание
На гранитном постаменте стоит бронзовый Крузенштерн, задумчиво наклонив голову. На нём адмиральский мундир, на боку кортик. Руки Крузенштерна сложены на груди, в левой руке свёрнутая карта. На постаменте небольшой барельеф с изображением негра и малайца и надпись: «Первому русскому плавателю вокруг света адмиралу Ивану Федоровичу Крузенштерну».